# 유고슬라비아 사회주의 연방공화국
유고슬라비아 사회주의 연방공화국(세르보크로아트어: Socijalistička federativna republika Jugoslavija / Социјалистичка Федеративна Република Југославија 소치얄리스티치카 페데라티브나 레푸블리카 유고슬라비야[*], 마케도니아어: Социјалистичка Федеративна Република Југославија, 슬로베니아어: Socialistična federativna republika Jugoslavija 소치알리스티치나 페데라티브나 레푸블리카 유고슬라비야)은 1945년에서 1992년까지 동남유럽에 존재했던 사회주의 연방 국가였다. 1945년부터 1963년까지는 유고슬라비아 연방인민공화국(세르보크로아트어: Federativna Narodna Republika Jugoslavija / Федеративна Народна Република Југославија 페데라티브나 나로드나 레푸블리카 유고슬라비야[*], 마케도니아어: Федеративна Народна Република Југославија 페데라티브나 나로드나 레푸블리커 유고슬라비야, 슬로베니아어: Federativna ljudska republika Jugoslavija 페데라티브나 류드스카 레푸블리카 유고슬라비아)이라고 불렸다. '유고슬라비아 연방', '유고 연방'이라고 불렸다.
유고슬라비아는 세계 2차 대전의 독일과 그 추축국들의 여파로 건국되었으며, 1992년 해체 될 때까지 유럽의 남동부 및 중부 유럽에 존재했던 연방 형태의 일당제 공산국가이다. 이 나라는 오늘날의 보스니아 헤르체고비나, 크로아티아, 북마케도니아, 몬테네그로, 세르비아, 슬로베니아 총 7개의 유고슬라비아 자치 공화국으로 이루어진 연합국의 형태이었으며, 베오그라드를 수도로 삼았다.
유고슬라비아는 1942년 11월 26일 유고슬라비아 왕국의 추축국 점령에 저항하기 위해 제2차 세계 대전 중 유고슬라비아 민족해방을 위한 반파시스트 위원회가 결성된 때로 그 기원을 추적한다. 국가가 해방된 후 국왕 페타르 2세가 폐위되고 군주제가 종료되었으며 1945년 11월 29일에 요시프 브로즈 티토에 의해 유고슬라비아 민주연방이 해산되며 유고슬라비아 연방인민공화국이 선포되었다. 
유고슬라비아는 전후 재건에 성공하였으나, 1973년부터 잘못된 경제정책으로 극심한 경제위기에 시달렸고 1980년에는 티토마저 사망하자 사실상 해체 수순을 밟기 시작했다. 경제 위기는 1980년대 후반과 1990년대 초반에 민족주의와 정치적 반체제 운동을 증가시켰다. 동유럽에서 소비에트 연방같은 공산주의 국가들이 무너지면서 연방으로의 전환도 실패하고 말았다. 연방 중에서 가장 부유했던 공화국인 크로아티아와 슬로베니아는 1991년에 분리되어 국제적으로 승인받았다. 연방 공화국의 경계를 따라 해산된 연방은 유고슬라비아 내전의 시작으로 가속화되었으며 연방은 1992년 4월 27일에 공식적으로 해체되었다. 그 후 잔여 지역인 세르비아 몬테네그로가 유고슬라비아 연방공화국(신유고)을 구성하였으나 이마저 2006년 세르비아와 몬테네그로의 분리로 해체되며 사라졌다.

## 역사
1945년 11월 29일 추축국을 상대로 반파시즘 저항운동을 벌였던 유고슬라비아 파르티잔의 지도자의 요시프 브로즈 티토가 유고슬라비아 연방인민공화국을 선포하였다. 기존의 민주연방 유고슬라비아는 해체되었고, 유고슬라비아는 일당제 마르크스-레닌주의 국가 연방으로 재탄생하였다.
이 국가는 초창기 이오시프 스탈린의 스탈린주의를 적극적으로 도입하며 전쟁 피해를 빠르게 복구하고 소련의 원조를 경제 개발을 추진하였다. 또한 여성과 소수 민족의 지위가 향상되는 등의 현대적인 사회 개혁이 이루어졌다. 1947년 유고슬라비아 공산당은 코민포름에 가입했으나, 1948년부터 티토-스탈린 결렬이 발생하면서 급기야 동구권에서 추방당하기에 이르렀다.
소련과 적대관계인 미국은 동구권 붕괴를 촉발하기 위해 유고슬라비아를 경제적으로 지원면서 자신들의 위성국으로 만들기 위해 시도했으나, 이 시도는 당국의 비토로 인해 완전히 실패하였다. 그러나 유고슬라비아는 노골적인 팽창정책을 추진하는 서구권과 점점 가까워지기 시작했다.
하지만 서구권과의 밀착 행보는 여러 이유로 유고슬라비아의 국익과 불일치했고, 1955년 니키타 흐루쇼프의 유고슬라비아 방문을 계기로 소련과의 단절된 외교관계를 정상화하였다. 1960년대부터 유고슬라비아는 냉전에 대해 중립을 표방하였고, 독자적인 정책인 티토주의를 발전시켰다.
한편으로 유고슬라비아는 보다 더 개방적인 사회로 나아갔는데, 마르크스-레닌주의를 표방하는 나라들에서는 검열이 강화되고 음란물이 불법화되었지만 유고슬라비아에서는 오히려 음란물이 양상되는 촌극이 벌어지기도 했다. 하지만 일반적인 국가들에 비해 유고슬라비아는 더 보수적이었고, 나중에 서구권에서 68혁명이 일어나면서 종종 비교 대상이 되었다.
1960년부터 유고슬라비아는 다시 동구권에 진입, 1961년에는 경제상호원조회의에 준회원 자격으로 가입하며 경제 호황을 누렸고 1968년까지 개인 소득은 계속 증가하였다. 그러나 바르샤바 조약군의 체코슬로바키아 침공을 감행하면서 동구권의 관계는 다시 악화되었고 경제도 침체되었다.
1967년부터 크로아티아에서 유고슬라비아 연방 해체론이 부상했는데 이는 유고슬라비아가 그동안 내걸었던 유고슬라비아 국민주의에 큰 타격을 입혔고 티토는 이를 빌미로 검열과 탄압을 강화하며 경직되고 폐쇄적인 사회 분위기를 조성해 버렸다.
그러나 경제 악화와 억압 정책으로 인해 대중들의 불만과 분리주의 여론이 폭발하였고 1974년 위기감을 느낀 티토는 이들을 달래기 위해 유고슬라비아 연방의 구성국에 더 많은 자치권을 부여하는 신헌법을 도입하고 일선에서 물러났다.
그러나 신헌법은 여전히 배타적이었고, 1970년대 내내 코소보와 북마케도니아에서는 티토주의에 반대하는 대규모 봉기가 발생해 체제를 뒤흔들었다. 1980년 티토가 사망한 이후 유고슬라비아는 사실상 몰락하였고 각 공화국간 갈등이 정점에 이르며 유고슬라비아는 서서히 붕괴되기 시작했다.
여기에 더해 유고슬라비아가 진 막대한 부채는 상황을 더욱 악화시켰고, 티토주의 정권에 의해 수십년에 걸쳐 사회적 불평등이 증가하면서 1987년에는 유고슬라비아 전지역에서 반정부 시위가 발생하였다. 1991년 6월 25일 유고슬라비아 사회주의 연방공화국 붕괴가 현실화되면서 이 나라는 역사속으로 사라졌다.

## 정치

### 연방주체
내부적으로 유고슬라비아 사회주의 연방공화국은 6개의 구성국으로 분할되었다. 구성국들은 전쟁 기간 중에 형성되기 시작하여 1944년부터 1946년 사이에 형성이 완료되었다. 구성국들은 처음에 연방주로 지정되었지만, 1946년 1월 31일 첫 헌법이 채택된 후 인민공화국(1946년-1963년)으로, 이후로는 사회주의 공화국(1963년부터)으로 명명되었다. 구성국들은 헌법에 따라 연방 내에서 권리와 의무가 서로 평등한 것으로 정의되었다. 처음에는 일부 연방 단위 내에서 여러 자치 단위를 만드는 계획이 있었다. 하지만, 이는 2개의 자치 단위(보이보디나와 코소보)가 생성된 세르비아에서만 시행되었다.
유고슬라비아 사회주의 연방공화국의 공화국과 자치주는 다음과 같다.
| 이름                                                                       | 수도                           | 국기 | 국장 | 위치 |
| -------------------------------------------------------------------------- | ------------------------------ | ---- | ---- | --- |
| 마케도니아 사회주의 공화국                                                 | 스코페                         |      |      | SR 슬로베니아 SR 크로아티아 SR 보스니아 헤르체고비나 SR 몬테네그로 SR 마케도니아 SR 세르비아 SAP 보이보디나 SAP 코소보 |
| 몬테네그로 사회주의 공화국                                                 | 티토그라드                     |      |      | SR 슬로베니아 SR 크로아티아 SR 보스니아 헤르체고비나 SR 몬테네그로 SR 마케도니아 SR 세르비아 SAP 보이보디나 SAP 코소보 |
| 보스니아 헤르체고비나 사회주의 공화국                                      | 사라예보                       |      |      | SR 슬로베니아 SR 크로아티아 SR 보스니아 헤르체고비나 SR 몬테네그로 SR 마케도니아 SR 세르비아 SAP 보이보디나 SAP 코소보 |
| 세르비아 사회주의 공화국 코소보 사회주의 자치주 보이보디나 사회주의 자치주 | 베오그라드 프리슈티나 노비사드 |      |      | SR 슬로베니아 SR 크로아티아 SR 보스니아 헤르체고비나 SR 몬테네그로 SR 마케도니아 SR 세르비아 SAP 보이보디나 SAP 코소보 |
| 슬로베니아 사회주의 공화국                                                 | 류블랴나                       |      |      | SR 슬로베니아 SR 크로아티아 SR 보스니아 헤르체고비나 SR 몬테네그로 SR 마케도니아 SR 세르비아 SAP 보이보디나 SAP 코소보 |
| 크로아티아 사회주의 공화국                                                 | 자그레브                       |      |      | SR 슬로베니아 SR 크로아티아 SR 보스니아 헤르체고비나 SR 몬테네그로 SR 마케도니아 SR 세르비아 SAP 보이보디나 SAP 코소보 |

## 교육
유고슬라비아는 동남 유럽 여러 나라 중에서도 다른 나라의 힘을 빌리지 않고 독립적으로 나라를 건설하여 왔기 때문에 사회·경제체제에 있어서나 교육적인 면에서도 독자적인 방법을 보이고 있다. 1945년의 연방 헌법은 교육의 보장, 학교의 공공화(公共化), 보통교육의 무상·의무제, 학교를 교회에서 분리하는 원칙 등을 정했다. 그러나 1953년의 신연방헌법은 지방분권화의 원칙을 추진하고 전반적인 교육정책, 법안의 입안과 각 공화국의 교육 조정을 제외하고는, 각 공화국에 교육에 관한 여러 문제를 위임하는 원칙을 정했다. 한편 지방정부 레벨에 있어서의 분권화도 진행하여, 다른 공산주의 여러 나라의 이른바 민주적 집중 제와는 그 양상을 달리했다.
의무 교육은 7세에서 15세까지 8개년, 상하 2단계로 나뉘며, 하급은 전과담당제(全科擔當制)의 교원이, 상급은 2·3 교과 담당제 교원이 교육했다. 중등단계에는 4년제의 보통중등학교·전문중등학교, 2년 또는 3년제의 견습학교가 있었다. 중등교육에서의 외국어는 다른 남유럽 여러 나라처럼 러시아어가 필수는 아니었으며, 불·영·독·노·이탈리아어 중에서 선택하는 제도를 취했다. 고등교육기관으로는 종합대학이 있었다. 성인교육에 있어서는 이미 문맹퇴치의 목표를 달성했으며, 노동자의 문화적·기술적인 수준을 높이는 자발적인 성인교육 기관으로서 이른바 노동자대학이 여러 참가자를 모아 성과를 보였다.

## 같이 보기
- 유고슬라비아